# Palmiro Masciarelli
Lorenzo Palmiro Masciarelli (Pescara, 7 gennaio 1953) è un dirigente sportivo ed ex ciclista su strada italiano.
Professionista dal 1976 al 1988, vinse due tappe al Giro d'Italia. Dal 2002 al 2012 è stato team manager dell'Acqua & Sapone. È padre di Simone, Andrea e Francesco tutti e tre ciclisti professionisti. La famiglia è originaria di San Martino sulla Marrucina.

## Carriera

### Ciclista
Iniziò la carriera di ciclista giovanissimo, riportando diverse vittorie nelle serie giovanili e nei dilettanti. Fu corridore professionista dal 1976 al 1988 e per 10 anni il fedele gregario di Francesco Moser, anche se riuscì ad ottenere alcune vittorie tra i professionisti, tra cui la Coppa Bernocchi nel 1983, due vittorie di tappa al Giro d'Italia (nel 1981 e 1983) ed una alla Vuelta a España (nel 1984).

### Dirigente
Dal 2002 è dirigente dell'Acqua & Sapone e titolare di un negozio di bici.

## Palmarès
- 1972 (dilettanti)

Classifica generale Giro d'Abruzzo
- 1975 (dilettanti)

Gran Premio della Liberazione
Giro delle due Province-Marciana di Cascina
- 1978 (Sanson, una vittoria)

4ª tappa Tirreno-Adriatico (Corropoli > Civitanova Marche)
- 1980 (Sanson, una vittoria)

2ª tappa Giro del Trentino (Riva del Garda > Bolzano)
- 1981 (Famcucine, due vittorie)

7ª tappa Giro d'Italia (Bari > Potenza)
1ª tappa Tour de l'Aude (Narbonne > Carcassonne)
- 1982 (Famcucine, una vittoria)

Gran Premio Montelupo
- 1983 (Gis Gelati, due vittorie)

10ª tappa Giro d'Italia (Montefiascone > Bibbiena)
Coppa Bernocchi
- 1984 (Gis Gelati, una vittoria)

10ª tappa Vuelta a España (Soria > Burgos)

#### Altri successi
- 1982 (Famcucine)

Criterium di Cecina
Cronostaffetta di Brugnera
Classifica sprint Giro d'Italia
- 1983 (Gis Gelati)

Classifica sprint Giro d'Italia
Cronostaffetta
- 1984 (Gis Gelati)

Cronostaffetta di Alba Adriatica

## Piazzamenti

### Grandi Giri
- Giro d'Italia

1978: 55°
1980: 46°
1981: 36°
1982: 23°
1983: 33°
1984: 27°
1985: 30°
1986: 46°
1987: 110º
1988: ritirato (13ª tappa)
- Tour de France

1986: ritirato (16ª tappa)
- Vuelta a España

1984: 35º

### Classiche monumento
- Milano-Sanremo

1977: 57º
1979: 95º
1980: 43º
1981: 53º
1982: 56º
1983: 61º
1988: 69º
- Giro delle Fiandre

1980: 17º
1982: 6º
- Parigi-Roubaix

1979: 27º
1981: 27º
- Giro di Lombardia

1979: 8º
1984: 12º

### Competizioni mondiali
- Campionati del mondo

Valkenburg 1979 - In linea: ritirato
Praga 1981 - In linea: 30º
Goodwood 1982 - In linea: 36º
Altenrhein 1983 - In linea: ritirato
Barcellona 1984 - In linea: 8º
Colorado Springs 1986 - In linea: 54º